# ستاد ميانرود شيراز
ستاد بارس شيراز هو ستاد متعدد الاستخدامات في مدينة شيراز، لكن يستخدم فعليًا في مباريات كرة القدم. و يتسع الإستاد 50,000 مقعد. تم افتتاحه عام 2015 في الذكرى السنوية لانتصار للثورة الإسلامية في إيران.